# Нововейский, Феликс
Феликс Нововейский (пол. Feliks Nowowiejski; 7 февраля 1877, Вартенбург/Вартемборк — 18 января 1946, Познань) — польский композитор, органист-виртуоз, педагог, музыкальный и общественно-политический деятель.

## Биография
Нововейский родился в городе Барчево в восточнопрусском регионе Вармия — тогда, когда Польши, разделённой между Россией, Пруссией и Австро-Венгрией, не существовало.
С детских лет Нововейский связывается с органом, играя в знаменитом монастырском костёле в Святой Липке. Профессиональное музыкальное образование получал в Регенсбурге и Берлине (по композиции занимался у Макса Бруха). По возвращении на родину принимал, подобно Падеревскому, активное участие в агитационно-общественном движении, приведшем в конце концов к возникновению возрождённого Польского государства (1918 г.), помогал в организации Народного референдума в Вармии (Варминско-Мазурский плебисцит) по вопросу государственного самоопределения; тем самым разорвал всякие связи с берлинской академической средой, стоящей на пронемецких позициях.
К этому времени относится самое известное поныне сочинение Нововейского — патриотическая песня «Рота» на слова Марии Конопницкой (Не оставим землю, откуда наш род…). Впервые она прозвучала 15 июля 1910 года в австрийском в то время Кракове, на 500-летие битвы под Грюнвальдом, исполненная соединёнными силами нескольких хоров под управлением композитора. С тех пор, а особенно во время Второй мировой войны и в годы военного положения, песня приобрела роль символа борьбы за свободу, а в своё время рассматривалась даже как возможный национальный гимн.
Период между двумя мировыми войнами — пик творчества композитора. В возрождённой стране Нововейский действует как дирижёр и хормейстер — сперва в Кракове, позднее (с 1920) в Познани, где он становится профессором по классу органа Познанской консерватории. Выступает с органными концертами по всей стране. Его еженедельные органные концерты в Познанском фарном костёле св. Марии Магдалены, имеющем прекрасный орган Фридриха Ладегаста, транслируются Польским Радио.
Когда в 1939 г. началась Вторая мировая война, Феликс Нововейский оказался в гестаповских списках польской интеллигенции, представляющей угрозу немецкой власти и подлежащей экстерминации (Intelligenzaktion Posen). Поначалу композитор получил убежище в монастыре эльжбетанок, но пребывать в Познани, присоединённой к Краю Вартеланд, было всё более небезопасно. Тайком Нововейский перебирается в Краков, где и провёл в нужде и лишениях всё время оккупации. К началу 1940-х годов относятся последние сочинения композитора, в декабре 1941 г. перенёсшего инсульт. После войны, тяжело больной, он возвращается в Познань, где и умирает в январе 1946 года.
Феликс Нововейский принадлежит к нескольким стилевым направлениям в музыке — позднему романтизму, постромантизму (модернизму) и неоромантизму, сочетая в своём творчестве академизм с новаторством. Композитор оставил очень плодотворное наследие, до сих пор полностью не изученное и не изданное. Среди его сочинений — 9 симфоний и 4 концерта для органа соло, оперы, оратории, хоровые произведения, духовная музыка (мессы), оркестровая музыка (симфонии, увертюры, концерты, симфонические поэмы), фортепианные и вокальные произведения. За свою музыку композитор получал многочисленные награды, премии, призы, почётные членства и звания в разных странах Европы и Америки. Кроме прочего, он получил за свои сочинения Премию им. Дж. Мейербера (дважды), почётное членство в Лондонском Обществе органной музыки, звание Папского камергера, командорский крест Ордена Возрождения Польши.
Органные симфонии, пожалуй, составляют самую известную сейчас часть творчества Нововейского. Он был едва ли не единственным польским композитором, работавшим в этом жанре. Его органное наследие было наиболее весомым вкладом в польскую органную культуру нового времени. Используя этот жанр, традиционный для французских композиторов-органистов, Нововейский преломил в своих симфониях сразу несколько направлений, соединяя традиции французского жанра с музыкальным языком более характерным для Макса Регера, одновременно насыщая музыку польским тематизмом (в качестве тем композитором многократно использовались польские церковные песни, что способствовало большему узнаванию, концепционному восприятию музыки у слушателей) и обогащая материал собственными виртуозными исполнительскими возможностями (хотя известно, что сам композитор исполнял лишь немногое из своих органных симфоний).
Одну из его органных симфоний исполнял в парижском Нотр-Дам знаменитый Марсель Дюпре.
В настоящее время творчество Нововейского переживает свой ренессанс. Этому способствует появление дискографии, общее стремление к поиску незаслуженно забытой музыки, а также регулярно проводимый в Познани Международный Органный конкурс им. Феликса Нововейского.
Проводится также ежегодный Международный фестиваль хоровой музыки им. Нововейского в Барчево.
Именем Феликса Нововейского названа Академия музыки в Быдгощи, Филармония в Ольштыне, многочисленные музыкальные школы и училища в Польше, а также улицы и микрорайоны польских городов (Познань, Быдгощ, Катовице, Ополе, Ольштын, Кошалин, Ченстохова, Гдыня, Забже, Шамотулы, Свиноуйсьце, Бартошице, Барчево, Мальборк, Лукув и т. д.)

## Основные сочинения
- Оратория «Возвращение блудного сына» (1902)
- Романтическая увертюра, op. 3 (1902)
- Увертюра «Сваты польские», op. 6 (1903)
- Увертюра «Конрад Валленрод» (1903)
- Симфонические поэмы op. 17:

«Беатриче» (1903)
«Нина и Перголези» (1905)
«Смерть Элленаи» (1915)
- Оратория «Обретение святого Креста» (1906)
- Оратория «Quo vadis» (1907)
- Опера «Эмигранты» (1917)
- Опера «Легенда Балтики» (1924)
- Опера-балет «Король вихрей» («Татры»), op. 37
- Опера «Обежисасы», op. 46
- Опера «Ондрашек»
- Опера «Кашубы», op. 47
- Славянский концерт для фортепиано с оркестром op. 60, ре минор
- Виолончельный концерт op. 55, ми минор
- 4 Симфонии:
  - 1. «Семь цветов Ирис», op. 12, си минор
  - 2. «Труд и ритм», op. 52
  - 3. «Беловежская», op. 53
  - 4. «Симфония мира», op. 58

4 Мессы op. 49:
- 1. Месса Девы Марии Ясногорской (Missa Mariae Claromontanae)
- 2. Месса Лизьё (Missa de Lisieux)
- 3. Месса за мир (Missa pro pace)
- 4. Месса Stella maris (Missa Stella maris)

9 Органных симфоний, op. 45 (ок. 1920-35):
- 1. Ля минор
- 2. Соль минор
- 3. Ля минор «Лурдская»
- 4. Ре минор
- 5. Ми минор
- 6. Ля минор
- 7. Ля мажор «Disputa»
- 8. До мажор «Моя смерть — мои похороны»
- 9. Фа минор (памяти Л. ван Бетховена, с духовым оркестром ad libitum)

4 Органных концерта, op. 56 (ок. 1930-40):
- 1. До мажор
- 2. Ля мажор
- 3. Соль мажор
- 4. Си-бемоль мажор «Святой Иоанн Боско»

Органная поэма «In Paradisum», op. 61 (1941, последнее сочинение композитора)
Кантаты, ок. 600 песен, органные и фортепианные сочинения.